# Ауринко в Адажио
«Ауринко в Адажио» (англ. Aurinko in Adagio) — американский короткометражный драматический фильм 2021 года, снятый режиссёром и сценаристом Элизе Джуниором Сен-Прё.
Его премьера состоялась 16 июня 2021 года на кинофестивале «Трайбека».

## Сюжет
Под руководством своего строгого, но любящего отца юный вундеркинд-музыкант Оку готовится к прослушиванию, которое изменит его жизнь. Однажды ночью, играя на трубе, мальчик переносится в фэнтезийный мир, где встречает своих предков. Благодаря этой новообретённой способности он идёт на прослушивание, неся в себе своё драгоценное наследие.

## В ролях
- Тадж Джонсон — Оку
- Декстер Тиллис — Фин
- Эринн Джонс — мама
  - Майриа Риз — мама в детстве
- Алия Барнетт — предок семьи
- Элли Легерски, Элизе Джуниор Сен-Прё — судьи

## Создание
Сам Сен-Прё рассказывал об идее своего фильма так: «Этот фильм — любовное письмо моему детству. Я вырос в семье музыкантов, и как только я выбрал свой инструмент, я влюбился в него. Однако овладеть им было непросто, и мой отец настаивал на том, чтобы я не довольствовался малым. К сожалению, у меня никогда не было возможности поступить в музыкальную школу, поэтому в этом фильме это делает наш главный герой. Эта история — сочетание реальных событий, переплетённых с вымышленными, и она показывает, как выглядит и ощущается погружение в музыку». «Ауринко» в переводе с финского означает «солнце», а «адажио» — музыкальный термин, означающий медленный, размеренный темп.

## Восприятие
В 2022 году фильм был номинирован на NAACP Image Awards в категории «Лучший игровой короткометражный фильм».
Автор портала Upcoming On Screen Скотт Джиллиланд оценил фильм на 5 баллов из 5. По его мнению, «это прекрасно снятый, сыгранный и написанный фильм, безупречный от начала и до конца». Критик высоко оценил актёрское исполнение Таджа Джонсона и Декстера Тиллиса. Арамиде Тинубу (RogerEbert.com) отметила, что ввиду минималистического наполнения сюжета диалогами, на первый план выходит мимика лица Джонсона, с чем начинающий актёр, по её мнению, справляется блестяще.